# Françoise Lebrun
Françoise Lebrun (18 de agosto de 1944) es una actriz francesa de cine y televisión.

## Biografía
Lebrun ganó reconocimiento por su papel como Veronika en el filme de Jean Eustache La mamá y la puta (1973). Trabajó con otros directores como Paul Vecchiali, Marguerite Duras y Lucas Belvaux, y su carrera es el tema principal del documental Françoise Lebrun, les voies singulières (2008). En 2021 protagonizó el filme Vortex de Gaspar Noé.
En una reseña para la revista Variety del filme A Vot' Bon Coeur (2004), Lisa Nesselson se refirió a ella como la "maestra suprema del monólogo sostenido".

## Filmografía
| Año  | Título                                        | Papel             | Director                          | Notas      |
| ---- | --------------------------------------------- | ----------------- | --------------------------------- | ---------- |
| 1971 | La ville-bidon                                | Lolotte           | Jacques Baratier                  |            |
| 1972 | Le château de Pointilly                       |                   | Adolfo Arrieta                    |            |
| 1973 | La mamá y la puta                             | Veronika          | Jean Eustache                     |            |
| 1974 | La femme du Gange                             | Voice             | Marguerite Duras                  | Corto      |
| 1975 | India Song                                    | Voice             | Marguerite Duras (2)              |            |
| 1975 | French Provincial                             | Augustine         | André Téchiné                     |            |
| 1976 | Mon coeur est rouge                           | Clara             | Michèle Rosier                    |            |
| 1977 | Ben et Bénédict                               | Ben / Bénédicte   | Paula Delsol                      |            |
| 1977 | Une sale histoire                             |                   | Jean Eustache (2)                 | Corto      |
| 1978 | Aurélien                                      | Bérénice          | Michel Favart                     | Telefilme  |
| 1978 | En l'autre bord                               |                   | Jérôme Kanapa                     |            |
| 1980 | Ma chérie                                     | Doctora           | Charlotte Dubreuil                |            |
| 1981 | L'homme fragile                               | Cécile Delvert    | Claire Clouzot                    |            |
| 1982 | Lointains boxeurs                             |                   | Claudine Bories                   | Corto      |
| 1983 | Archipel des amours                           |                   | Jean-Claude Biette                |            |
| 1983 | At the Top of the Stairs                      | Michèle           | Paul Vecchiali                    |            |
| 1985 | Trous de mémoire                              | La mujer          | Paul Vecchiali (2)                |            |
| 1988 | La police                                     |                   | Claire Simon                      | Corto      |
| 1991 | L'impure                                      | Lady Witney       | Paul Vecchiali (3)                | Telefilme  |
| 1992 | Fugue en sol mineur                           |                   | Paul Vecchiali (4)                | Corto      |
| 1994 | Mère louve                                    |                   |                                   |            |
| 1995 | Pullman paradis                               | Sophie Volland    | Michèle Rosier (2)                |            |
| 1996 | Pour rire!                                    | Enfermera         | Lucas Belvaux                     |            |
| 1998 | On a très peu d'amis                          | Rose              | Sylvain Monod                     |            |
| 2000 | Un possible amour                             | Madre de Fabienne | Christophe Lamotte                |            |
| 2000 | Une nouvelle douceur                          |                   | Alejandra Rojo                    | Corto      |
| 2000 | Combats de femme                              | Lisbeth           | Christophe Lamotte (2)            | 1 episodio |
| 2001 | Electroménager                                | Psiquiatra        | Sylvain Monod (2)                 |            |
| 2001 | Dérives                                       | Marguerite        | Christophe Lamotte (3)            | Telefilme  |
| 2001 | Malraux, tu m'étonnes!                        | Yvonne de Gaulle  | Michèle Rosier (3)                |            |
| 2004 | À vot' bon coeur                              | Françoise         | Paul Vecchiali (5)                |            |
| 2004 | Inguélézi                                     | La madre          | François Dupeyron                 |            |
| 2004 | La question de l'étranger                     |                   | Hubert Attal                      | Corto      |
| 2006 | Voyage à Vézelay                              |                   | Pierre Creton                     | Corto      |
| 2006 | Et + si @ff                                   | Germaine Sémouly  | Paul Vecchiali (6)                |            |
| 2006 | Il sera une fois...                           | Madre Muche       | Sandrine Veysset                  |            |
| 2006 | Fragments sur la grâce                        | Lectora           | Vincent Dieutre                   |            |
| 2006 | Point de fuite                                |                   | Nicolas Lasnibat                  | Corto      |
| 2007 | The Diving Bell and the Butterfly             | Madame Bauby      | Julian Schnabel                   |            |
| 2007 | ...Et tremble d'être heureux                  | Hélène Abrège     | Paul Vecchiali (7)                |            |
| 2007 | The Key                                       | Florence Arp      | Guillaume Nicloux                 |            |
| 2008 | Ea2                                           |                   | Vincent Dieutre (2)               | Corto      |
| 2008 | Séraphine                                     | Madre superiora   | Martin Provost                    |            |
| 2009 | Ah! La libido                                 | Mujer elegante    | Michèle Rosier (4)                |            |
| 2009 | Tomorrow at Dawn                              | Claire Guibert    | Denis Dercourt                    |            |
| 2009 | Quelque chose à te dire                       | Madre de Jacques  | Cécile Telerman                   |            |
| 2009 | La librairie de Schrödinger                   | Fotógrafa         | Christophe Beauvais, Claire Vassé | Corto      |
| 2009 | Julie & Julia                                 | Madre de Baker    | Nora Ephron                       |            |
| 2010 | Holiday                                       | Marie-Paule       | Guillaume Nicloux (2)             |            |
| 2011 | La fille de l'autre                           | Françoise         | Harry Cleven                      | Telefilme  |
| 2011 | 63 regards                                    | Mujer             | Christophe Pellet                 |            |
| 2011 | ID A                                          | Isabelle          | Christian E. Christiansen         |            |
| 2011 | La liberté ou l'amour                         | La madre          | Geoffroi Heissler                 | Corto      |
| 2012 | L'affaire Gordji, histoire d'une cohabitation |                   | Guillaume Nicloux (3)             | Telefilme  |
| 2012 | Dead Europe                                   | Leah              | Tony Krawitz                      |            |
| 2013 | La nuit                                       |                   | Adrien Dantou                     | Corto      |
| 2013 | The Nun                                       | Madame de Moni    | Guillaume Nicloux (4)             |            |
| 2013 | Le temps de l'aventure                        | Madre de Alix     | Jérôme Bonnell                    |            |
| 2013 | Seul le feu                                   | Françoise         | Christophe Pellet (2)             | Corto      |
| 2013 | J'aurais voulu que tu sois là                 | La madre          | Geoffroi Heissler (2)             | Corto      |
| 2014 | The Kidnapping of Michel Houellebecq          | Françoise         | Guillaume Nicloux (5)             |            |
| 2014 | La fille et le fleuve                         | Mileva Einstein   | Aurélia Georges                   |            |
| 2014 | Fever                                         | Sarah             | Raphaël Neal                      |            |
| 2015 | À 14 ans                                      | Abuela de Jade    | Hélène Zimmer                     |            |
| 2015 | My Golden Years                               | Rose              | Arnaud Desplechin                 |            |
| 2015 | Take Me to the Water                          |                   | Nelson Bourrec Carter             | Corto      |
| 2015 | Looking for Her                               | Renée Lefèvre     | Ounie Lecomte                     |            |
| 2016 | Le Cancre                                     | Valentine         | Paul Vecchiali                    |            |
| 2016 | Porto                                         | La madre          | Gabe Klinger                      |            |
| 2016 | The Girl Without Hands                        | La madre          | Sébastien Laudenbach              | Voz        |
| 2017 | Thirst Street                                 | Landlandy         | Nathan Silver                     |            |
| 2018 | L'Amour debout                                | Françoise Lebrun  | Michaël Dacheux                   |            |
| 2021 | Vortex                                        | La madre          | Gaspar Noé                        |            |